# Serock
Serock [ˈsɛrɔt͡sk] är en stad i Polen vid norra stranden av Zegrzesjön (Zegrzereservoaren), i powiatet Legionowo, Masoviens vojvodskap. Serock hade 4 109 invånare 2013 och ligger ca 40 km norr om Warszawa, nära floden Västra Bugs utlopp i Narew.